# Ambasciatori dell'Impero austro-ungarico
Questo è un elenco delle missioni diplomatiche dell'Impero austro-ungarico dalla formazione della monarchia duale nel 1867 sino alla dissoluzione dell'Impero nel 1918.

## Ambasciate

### Francia
Nel 1679 venne fondata una missione diplomatica, poi elevata ad ambasceria nel 1856.
- 14.11.1859–13.12.1871 Richard von Metternich-Winneburg (1829–1895)
- 13.12.1871–30.04.1876 Rudolf Apponyi von Nagy-Appony (1812–1876)
- 05.07.1876–03.11.1878 Felix von Wimpffen (1827–1883)
- 03.11.1878–19.05.1882 Friedrich Ferdinand von Beust (1809–1886)
- 25.05.1882–05.01.1883 Felix von Wimpffen (s.a.)
- 27.04.1883–28.10.1894 Ladislaus von Hoyos-Sprinzenstein (1834–1901)
- 28.10.1894–10.12.1903 Anton von Wolkenstein-Trostburg (1832–1913)
- 10.12.1903–20.10.1910 Rudolf von Khevenhüller-Metsch (1844–1910)
- 23.01.1911–10.08.1914[1] Nikolaus Szécsen von Temerin (1857–1926)

### Germania
Nel 1665 venne fondata una missione diplomatica in Prussia, elevata ad ambasceria dell'Impero di Germania nel 1871; essa includeva anche Brunswick (dal 1892), le città della Lega Anseatica (Amburgo, Brema e Lubecca) (dal 1893), Meclemburgo-Schwerin, Meclemburgo-Strelitz e Oldenburg.
- 10.12.1871–03.11.1878 Alois Károlyi von Nagykároly (1825–1889)
- 27.12.1878–10.10.1892 Emmerich Széchényi von Sárvár und Felsövidék (1825–1898)
- 24.10.1892–04.08.1914 Ladislaus von Szögyény-Marich (1841–1916)
- 04.08.1914–11.11.1918 Gottfried von Hohenlohe-Schillingsfürst (1867–1932)

### Santa Sede
Nel 1691 venne fondata una missione diplomatica, elevata poi ad ambasceria nel 1856.
- 13.12.1867–02.05.1868 Albert von Crivelli (1816–1868)
- 19.09.1868–25.04.1872 Ferdinand von Trauttmansdorff (1825–1896)
- 25.04.1872–14.05.1873 Alois Kübau von Kübeck (1818–1873)
- 19.11.1873–14.10.1888 Ludwig Paar (1817–1893)
- 29.11.1888–29.11.1901 Friedrich Revertera von Salandra (1827–1904)
- 29.11.1901–23.01.1911 Nikolaus Szécsen von Temerin (s.a.)
- 25.03.1911–11.11.1918 Johann von Schönburg-Hartenstein (1864–1937)

### Italia
Nel 1866 venne fondata una legazione (che andò a sostituire le molte legazioni precedenti degli stati preunitari) che venne elevata ad ambasceria nel 1877.
- 16.12.1866–20.12.1871 Alois Kübau von Kübeck (s.a.)
- 20.12.1871–05.07.1876 Felix von Wimpffen (s.a.)
- 14.01.1877–08.10.1879 Heinrich Karl von Haymerle (1828–1881)
- 08.12.1879–05.05.1882 Felix von Wimpffen (s.a.)
- 25.05.1882–09.11.1886 Emanuel von Ludolf (1823–1898)
- 07.12.1886–07.10.1895 Karl von Brück (1830–1902)
- 07.10.1895–07.03.1904 Marius Pasetti-Angeli von Friedenburg (1841–1913)
- 07.03.1904–04.03.1910 Heinrich von Lützow zu Drey-Lützow und Seedorf (1852–1935)
- 04.03.1910–23.05.1915[2] Kajetan Mérey von Kapos-Mére (1861–1931)[3]

### Giappone
Nel 1883 venne stabilita una legazione elevata poi ad ambasceria nel 1908. L'inviato sino al 1896 aveva funzioni di rappresentanza diplomatica anche in Cina.
- 23.04.1871–21.03.1874 Heinrich von Calice (1831–1912)
- 21.03.1874–22.04.1877 Ignaz von Schäffer
- 26.01.1879–04.03.1883 Maximilian Hoffer von Hoffenfels (1834–1901)
- 04.03.1883–18.01.1888 Karl Załuski (1834–1919)
- 20.06.1888–27.11.1893 Rüdiger von Biegeleben (1847–1912)
- 10.09.1893–05.10.1899 Christoph von Wydenbruck (1856–1917)
- 31.10.1899–18.11.1908 Adalbert Ambró von Adamócz
- 07.01.1909–29.10.1911 Guido von Call zu Rosenburg und Kulmbach (1849–1927)
- 30.03.1912–25.08.1914[4] Ladislaus Müller von Szentgyörgy (1855–1941)

### Impero Ottomano (Turchia)
Nel 1547 venne fondata una missione diplomatica poi elevata ad ambasceria nel 1867.
- 27.07.1867–03.12.1871 Anton von Prokesch-Osten (1795–1876)
- 10.01.1872–11.03.1874 Emanuel von Ludolf (s.a.)[5]
- 11.03.1874–26.11.1879 Franz Zichy zu Zich und von Vásonykeö (1818–1900)[6]
- 15.07.1880–22.09.1906 Heinrich von Calice (s.a.)
- 05.10.1906–11.11.1918 Johann von Pallavicini (1848–1941)

### Russia
Nel 1700 venne fondata una missione diplomatica poi elevata ad ambasceria nel 1874.
- 18.07.1864–14.04.1868 Friedrich Revertera von Salandra (s.a.)
- 14.10.1869–11.09.1871 Boguslaw Chotek von Chotkow und Wognin (1829–1896)
- 18.09.1871–12.01.1880 Ferdinand von Langenau (1818–1881)
- 26.01.1880–20.11.1881 Gustav Kálnoky von Köröspatak (1832–1898)
- 08.03.1882–28.10.1894 Anton von Wolkenstein-Trostburg (s.a.)
- 28.10.1894–09.12.1898 Francesco I del Liechtenstein (1853–1938)
- 26.01.1899–24.10.1906 Alois Lexa von Aehrenthal (1854–1912)
- 28.12.1906–25.03.1911 Leopold Berchtold (1863–1942)
- 25.03.1911–01.10.1913 Duglas von Thurn und Valsássina-Como-Vercelli (1864–1939)
- 01.10.1913–06.08.1914[7] Friedrich Szapáry von Muraszombath, Széchysziget und Szapár (1869–1935)

### Spagna
Nel 1564 venne fondata una missione diplomatica poi elevata in ambasceria nel 1888.
- 23.03.1868–20.11.1871 Ladislaus Karnicki (1820–1883)
- 10.12.1871–22.10.1872 Boguslaw Chotek von Chotkow und Wognin (s.a.)
- 12.09.1874–25.05.1882 Emanuel von Ludolf (s.a.)
- 25.05.1882–10.12.1903 Viktor Dubsky von Trebomislyc (1834–1915)
- 10.12.1903–23.01.1911 Rudolf von Welsersheimb (1842–1926)
- 23.01.1911–18.06.1913 Christoph von Wydenbruck (s.a.)
- 08.10.1913–11.11.1918 Karl Emil zu Fürstenberg (1867–1945)

### Regno Unito
Nel 1677 venne fondata una missione diplomatica poi elevata ad ambasceria nel 1860.
- 07.03.1856–08.11.1871 Rudolph Apponyi von Nagy-Appony (s.a.)
- 08.11.1871–03.11.1878 Friedrich Ferdinand von Beust (s.a.)
- 03.11.1878–20.06.1888 Alois Károlyi von Nagykároly (s.a.)
- 18.10.1888–03.09.1903 Franz Deym von Stritez (1838–1903)
- 28.04.1904–13.08.1914[8] Albert von Mensdorff-Pouilly-Dietrichstein (1861–1945)

### Stati Uniti d'America
nel 1838 venne fondata una missione diplomatica poi elevata ad ambasceria nel 1903.
- 25.01.1865–11.08.1867 Ferdinand von Wydenbruck (1816–1878)
- 03.07.1868–12.03.1874 Karl von Lederer (1817–1890)
- 12.03.1874–08.03.1875 Wilhelm von Schwarz-Senborn (1813–1903)
- 23.06.1875–28.08.1878 Ladislaus von Hoyos-Sprinzenstein (s.a.)
- 25.12.1878–30.10.1881 Ernst von Mayr
- 30.10.1881–09.10.1886 Ignaz von Schäffer (s.a.)
- 21.02.1887–11.10.1894 Ernst Schmit von Tavera (1839–1904)
- 11.10.1894–07.01.1913 Ladislaus Hengelmüller von Hengervár (1845–1917)
- 04.03.1913–04.11.1915[9] Dr. Konstantin Dumba (1856–1947)
- 09.11.1916–08.04.1917[10] Adam Tarnowski von Tarnów (1866–1946)

Per gli ambasciatori dopo il 1918 si veda Ambasciatori austriaci negli Stati Uniti.

## Legazioni

### Albania
La legazione venne fondata nel 1914 e chiusa l'anno successivo.
- 25.02.1914–15.08.1915 Heinrich Löwenthal von Linau (1870–1915)

### Argentina
La legazione a Buenos Aires venne fondata nel 1872. L'inviato gestì la diplomazia anche a Asunción in Paraguay e a Montevideo in Uruguay.
- 15.12.1872–26.01.1879 Maximilian Hoffer von Hoffenfels (s.a.)
- 26.01.1879–07.04.1884 Otto Mayer von Gravenegg
- 08.12.1884–18.12.1896 Emanuel von Salzberg
- 18.12.1896–30.04.1900 Raoul von Wrede (1843–1914)
- 30.04.1900–08.02.1903 Leopold Bolesta-Koziebrodzki (1855–1939)
- 08.02.1903–06.11.1903 Otto Kuhn von Kuhnenfeld (1859–?)
- 06.11.1903–09.07.1908 Hugo von Rhemen zu Barenfels
- 18.11.1908–26.07.1911 Norbert von Schmucker
- 26.07.1911–11.11.1918 Otto von Hoenning O'Carroll (1861–1926)

### Baviera
La missione diplomatica venne fondata nel 1745.
- 16.12.1866–19.09.1868 Ferdinand von Trauttmansdorff (s.a.)
- 21.10.1868–25.03.1870 Friedrich von Ingelheim (1807–1888)
- 04.05.1870–07.12.1886 Karl von Brück (s.a.)
- 12.01.1887–18.10.1888 Franz Deym von Stritez (s.a.)
- 28.10.1888–24.06.1896 Nikolaus von Wrede (1837–1909)
- 24.06.1896–26.06.1905 Theodor Zichy zu Zich und von Vásonykeö (1847–1927)
- 10.09.1905–04.01.1917 Dr. Ludwig Velics von Lászlófalva
- 24.01.1917–11.11.1918 Duglas von Thurn und Valsássina-Como-Vercelli (s.a.)

### Belgio
La legazione venne fondata nel 1833.
- 25.04.1868–22.10.1872 Karl Vitzthum von Eckstädt (1819–1895)
- 22.10.1872–26.04.1888 Boguslaw Chotek von Chotkow und Wognin (s.a.)
- 02.11.1888–06.03.1902 Rudolf von Khevenhüller-Metsch (s.a.)
- 28.04.1902–02.10.1902 Josef Wodzicki von Granow (1844–1902)
- 06.12.1902–28.08.1914[11] Siegfried von Clary-Aldringen (1848–1929)

### Brasile
La legazione venne fondata nel 1816.
- 09.06.1847–12.05.1868 Hippolyt von Sonnleithner (1814–1897)
- 12.05.1868–10.01.1872 Emanuel von Ludolf (s.a.)
- 10.01.1872–01.12.1874 Hippolyt von Sonnleithner (s.a.)
- 06.02.1875–30.10.1881 Gustav von Schreiner
- 30.10.1881–31.12.1888 Alois von Seiller (1833–1918)
- 31.12.1888–30.12.1890 Rudolf von Welsersheimb (s.a.)
- 04.03.1891–07.05.1893 Ladislaus Hengelmüller von Hengervár (s.a.)
- 11.10.1894–29.10.1896 Ernst Schmit von Tavera (s.a.)
- 29.10.1896–15.12.1898 Alexander Mezey von Szathmár
- 03.02.1899–10.09.1905 Eugen von Kuczyński (1852–1938)
- 29.10.1905–19.06.1907 Johann Forgách von Ghymes und Gács (1870–1935)
- 06.10.1907–30.06.1911 Franz Riedl von Riedenau (1868–1943)
- 22.05.1912–11.11.1918 Franz Kolossa

### Bulgaria
Nel 1879 venne fondato un consolato generale nel Principato di Bulgaria che divenne una legazione nel 1909 quando venne riconosciuta ufficialmente l'indipendenza dell'Impero Bulgaro.
- 27.06.1879–24.10.1881 Rudolf von Khevenhüller-Metsch (s.a.)
- 30.10.1881–12.02.1887 Rüdiger von Biegeleben (s.a.)
- 04.05.1887–05.11.1895 Stephan Burián von Rajecz (1851–1922)
- 05.11.1895–19.01.1900 Guido von Call zu Rosenburg und Kulmbach (s.a.)
- 14.02.1900–11.03.1904 Ladislaus Müller von Szentgyörgy (s.a.)
- 29.07.1904–10.09.1905 Karl von Braun
- 28.09.1905–24.09.1909 Duglas von Thurn und Valsássina-Como-Vercelli (s.a.)
- 24.09.1909–30.04.1911 Dr. Karl von Giskra
- 30.04.1911–09.11.1916 Adam Tarnowski von Tarnów (s.a.)
- 19.11.1916–24.01.1917 Ludwig Graf Széchényi von Sárvár und Felsövidék (1868–1919)
- 24.01.1917–11.11.1918 Otto Czernin von und zu Chudenitz (1875–1962)

### Cile
Nel 1902 venne fondata una legazione a Santiago. L'inviato gestiva anche le relazioni diplomatiche a La Paz in Bolivia, e a Lima in Perù.
- 06.12.1902–11.06.1905 Leonhard Starzeński (1857–1919)
- 29.10.1905–23.10.1906 Dr. Karl von Giskra (s.a.)
- 11.11.1906–16.12.1912 Dr. Johann von Styrcea
- 16.12.1912–08.11.1916 Laurenz Szapáry von Muraszombath, Széchysziget und Szapár

### Cina
La legazione venne fondata nel 1896. Dal 1883 al 1896, l'inviato a Tokyo in Giappone era incaricato anche delle relazioni diplomatiche di Pechino.
- 26.12.1896–27.06.1905 Moritz Czikann von Wahlborn (1847–1909)
- 10.09.1905–25.03.1911 Eugen von Kuczyński (s.a.)
- 25.03.1911–08.09.1917[12] Arthur Edler von Rosthorn (1862–1945)

### Danimarca
Nel 1691 venne fondata una legazione; l'inviato a Copenaghen gestì anche gli affari diplomatici di Oslo in Norvegia dal 1906 al 1917.
- 16.12.1866–20.12.1869 Ludwig Paar (s.a.)
- 20.12.1869–10.01.1872 Karl von Eder
- 10.01.1872–19.11.1873 Ludwig Paar (s.a.)
- 06.02.1874–27.12.1879 Gustav Kálnoky von Köröspatak
- 26.01.1880–17.09.1888 Karl von und zu Franckenstein (1831–1898)
- 02.11.1888–15.08.1899 Konstantin von Trauttenberg (1841–1914)
- 05.10.1899–06.10.1907 Christoph von Wydenbruck (s.a.)
- 22.02.1908–23.11.1917 Dionys Széchényi von Sárvár und Felsövidék (1866–1934)

### Grecia
La legazione venne fondata nel 1834.
- 07.11.1860–18.12.1868 Heinrich von Testa (1807–1876)
- 18.12.1868–10.12.1869 Karl von Eder (s.a.)
- 10.12.1869–10.01.1872 Heinrich von Haymerle (s.a.)
- 10.01.1872–22.10.1874 Nikolaus Zulauf von Pottenburg (1822–1884)
- 22.10.1874–19.06.1877 Joachim von Münch-Bellinghausen
- 04.07.1877–21.10.1880 Viktor Dubsky von Trebomislyc (s.a.)
- 21.10.1880–26.11.1883 Nikolaus Wrede (s.a.)
- 26.11.1883–26.08.1887 Konstantin von Trauttenberg (s.a.)
- 26.08.1887–01.02.1897 Gustav von Kosjek (1838–1897)
- 16.02.1897–24.07.1903 István Burián (s.a.)
- 06.11.1903–18.11.1908 Karl von Macchio (1859–1945)
- 25.01.1909–07.11.1913 Karl von Braun (s.a.)
- 07.11.1913–21.11.1916[13] Julius Szilassy von Szilas und Pilis (1870–1935)

### Messico
Nel 1864 venne fondata una legazione ma venne chiusa l'anno successivo dopo l'esecuzione dell'Imperatore Massimiliano nel 1867; venne riaperta nel 1901.
- 18.06.1901–10.09.1905 Gilbert von Hohenwart zu Gerlachstein
- 23.10.1906–21.03.1909 Dr. Karl von Giskra (s.a.)
- 21.03.1909–30.06.1911 Maximilian Hadik von Futak (1868–1921)
- 30.06.1911–01.10.1913 Franz Riedl von Riedenau (s.a.)
- 15.10.1913–11.11.1918 Kálmán Kánya

### Montenegro
Nel 1879 venne fondata una legazione.
- 18.02.1879-03.10.1883 Gustav von Thömmel (1829–1902)
- 07.10.1883–09.11.1895 Theodor von Millinkovic (1841–1903)
- 16.11.1895–03.02.1899 Eugen von Kuczyński (s.a.)
- 03.02.1899–06.11.1903 Karl von Macchio (s.a.)
- 06.11.1903–10.12.1909 Otto Kuhn von Kuhnenfeld (1859–?)
- 10.12.1909–13.11.1913 Wladimir Giesl von Gieslingen (1860–1936)
- 13.11.1913–05.08.1914[14] Eduard Otto

### Paesi Bassi
Nel 1658 venne fondata una missione diplomatica; l'inviato a L'Aia era responsabile delle relazioni diplomatiche anche con il Lussemburgo.
- 17.11.1859–18.09.1871 Ferdinand von Langenau (s.a.)
- 10.01.1872–14.01.1877 Heinrich von Haymerle (s.a.)
- 27.01.1877–21.12.1888 Rudolf von Mülinen (1827–1898)
- 21.12.1888–31.08.1894 Otto von Walterskirchen
- 26.10.1894–30.05.1905 Alexander Okolicsányi von Okolicsna (1838–1905)
- 10.09.1905–30.12.1907 Otto zu Brandis (1848–1929)
- 22.02.1908–23.01.1911 Christoph von Wydenbruck (s.a.)
- 30.04.1911–24.01.1917 Dr. Karl von Giskra (s.a.)
- 24.01.1917–11.11.1918 Ludwig Széchényi von Sárvár und Felsövidék (s.a.)

### Norvegia
Nel 1917 venne fondata una legazione.
- 14.02.1917–02.11.1918 Alexander von Hoyos zu Stichsenstein (1876–1937)

### Persia
Nel 1872 venne fondata una legazione.
- 04.09.1872–04.07.1877 Viktor Dubsky von Trebomislyc (s.a.)
- 13.06.1878–04.03.1883 Karl Załuski (s.a.)
- 04.03.1883–26.08.1887 Gustav von Kosjek (s.a.)
- 26.08.1887–30.07.1889 Gustav von Thömmel (s.a.)
- 19.10.1890–02.08.1893 Sigismund von Rosty
- 06.01.1894–10.09.1895 Franz Schiessl von Perstorff (1844–1932)
- 10.09.1895–14.03.1901 Albert Eperjesy von Szászváros und Tóti (1848–1916)
- 14.03.1901–29.10.1905 Arnold von Hammerstein-Gesmold
- 29.10.1905–25.03.1911 Arthur von Rosthorn (s.a.)
- 25.03.1911–22.05.1912 Eduard Otto (s.a.)
- 22.05.1912–03.08.1918 Hugo von Logothetti (1852–1918)

### Portogallo
Nel 1700 venne fondata una missione diplomatica.
- 18.04.1857–27.08.1867 Eduard von Lebzeltern-Collenbach
- 25.02.1869–08.07.1884 Alois von Dumreicher
- 22.10.1884–03.03.1887 Ernest von Brenner
- 10.04.1887–26.08.1888 Arthur Weber von Webenau (1840–1889)
- 01.04.1889–10.09.1895 Emil von Gödel-Lannoy (1845–1932)
- 10.09.1895–28.04.1902 Otto und Herr zu Brandis (s.a.)
- 28.04.1902–10.09.1905 Albert Eperjesy von Szászváros und Tóti (s.a.)
- 10.09.1905–21.03.1909 Gilbert von Hohenwart zu Gerlachstein (s.a.)
- 21.03.1909–10.12.1909 Leopold Bolesta-Koziebrodzki (s.a.)
- 10.12.1909–16.03.1916[15] Otto Freiherr Kuhn von Kuhnenfeld (s.a.)

### Romania
Nel 1861 venne aperto un consolato generale nei Principati Rumeni Uniti, che divenne una legazione nel 1878 quando venne riconosciuta l'indipendenza della Romania.
- 23.12.1861–18.12.1868 Karl von Eder (s.a.)
- 18.12.1868–23.07.1871 Nikolaus Zulauf von Pottenburg (s.a.)
- 23.07.1871–21.10.1873 Ottokar von Schlechta Ritter zu Wssehrd (1825–1894)
- 21.03.1874–26.11.1876 Heinrich von Calice (s.a.)
- 12.01.1877–28.09.1878 Julius Zwiedinek von Südenhorst (1833–1918)
- 23.10.1878–13.03.1882 Ladislaus von Hoyos-Sprinzenstein (s.a.)
- 04.11.1882–06.01.1887 Ernst von Mayr (s.a.)
- 22.02.1887–27.09.1894 Agenor Gołuchowski von Gołuchowo (1849–1921)
- 15.10.1894–12.10.1895 Rudolf von Welsersheimb (s.a.)
- 04.11.1895–26.01.1899 Alois Lexa von Aehrenthal (s.a.)
- 26.01.1899–05.10.1906 Johann von Pallavicini (s.a.)
- 19.10.1906–25.03.1911 Johann von Schönburg-Hartenstein (s.a.)
- 25.03.1911–08.10.1913 Karl Emil zu Fürstenberg (s.a.)
- 25.10.1913–27.08.1916[16] Ottokar Czernin von und zu Chudenitz (1872–1932)

### Sassonia
Nel 1665 venne fondata una missione diplomatica che includeva anche gli stati di Sassonia-Weimar-Eisenach, Sassonia-Meiningen, Sassonia-Coburgo-Gotha, Sassonia-Altenburg, Anhalt, Schwarzburg-Rudolstadt, Schwarzburg-Sondershausen e gli stati di Reuss.
- 06.12.1859–24.12.1869 Joseph von Werner (1791–1871)
- 24.12.1869–10.01.1872 Ludwig Paar (s.a.)
- 10.01.1872–26.01.1880 Karl von und zu Franckenstein (s.a.)
- 26.01.1880–16.06.1881 Anton von Wolkenstein-Trostburg (s.a.)
- 30.10.1881–28.10.1888 Gabriel von Herbert-Rathkeal (1832–1889)
- 28.10.1888–04.12.1895 Boguslaw Chotek von Chotkow und Wognin (s.a.)
- 04.12.1895–13.11.1899 Heinrich von Lützow zu Drey-Lützow und Seedorf (s.a.)
- 13.11.1899–06.12.1902 Siegfried von Clary und Aldringen (s.a.)
- 06.12.1902–10.09.1905 Dr. Ludwig Velics von Lászlófalva (s.a.)
- 10.09.1905–25.01.1909 Karl von Braun (s.a.)
- 21.03.1909–25.03.1911 Karl Emil zu Fürstenberg (s.a.)
- 30.04.1911–08.10.1913 Johann Forgách von Ghymes und Gács (s.a.)
- 07.11.1913–11.11.1918 Karl von Braun (s.a.)

### Serbia
Nel 1868 venne stabilito un consolato generale nel Principato di Serbia che divenne una legazione nel 1878 quando venne riconosciuta ufficialmente l'indipendenza della Serbia.
- 27.01.1868–16.05.1875 Benjamin Kállay von Nagy-Kálló (1839–1903)
- 26.06.1875–08.10.1878 Nikolaus Wrede (s.a.)
- 08.10.1878–26.09.1881 Gabriel Herbert von Rathkeal (s.a.)
- 24.10.1881–28.11.1886 Rudolf von Khevenhüller-Metsch (s.a.)
- 21.02.1887–30.07.1889 Ladislaus Hengelmüller von Hengervár (s.a.)
- 30.07.1889–10.09.1895 Gustav von Thömmel (s.a.)
- 10.09.1895–18.12.1899 Franz Schiessl von Perstorff (s.a.)
- 09.01.1900–07.01.1903 Karl Heidler von Egeregg und Syrgenstein (1848–1917)
- 07.01.1903–27.06.1905 Dr. Konstantin Dumba (s.a.)
- 27.06.1905–19.06.1907 Moritz Czikann von Wahlborn (s.a.)
- 19.06.1907–30.04.1911 Johann Forgách von Ghymes und Gács (s.a.)
- 30.04.1911–13.11.1913 Stephan von Ugron zu Ábránfalva (1862–1948)
- 13.11.1913–25.07.1914[17] Wladimir Giesl von Gieslingen (s.a.)

### Siam
Nel 1912 venne fondata una legazione.
- 01.11.1912–22.07.1917[18] Rudolf Wodianer von Maglód

### Svezia
Nel 1682 venne fondata una missione diplomatica.
- 26.12.1863–23.03.1868 Ladislaus Karnicki von Karnice (1820–1883)
- 14.06.1868–10.01.1872 Rudolf von Mülinen (s.a.)
- 10.01.1872–12.08.1874 Otto von Walterskirchen (s.a.)
- 22.10.1874–10.06.1879 Nikolaus Zulauf von Pottenburg (s.a.)
- 16.06.1879–14.10.1894 Karl von Pfusterschmid-Hardtenstein (1826–1904)
- 26.10.1894–28.04.1902 Josef Wodzicki von Granow (s.a.)
- 28.04.1902–10.09.1905 Otto zu Brandis (s.a.)
- 10.09.1905–21.03.1909 Albert Eperjesy von Szászváros und Tóti (s.a.)
- 21.03.1909–16.10.1912 Dr. Konstantin Dumba (s.a.)
- 16.10.1912–11.11.1918 Maximilian Hadik von Futak (s.a.)

### Svizzera
Nel 1687 venne fondata una missione diplomatica.
- 14.08.1868–06.01.1887 Moritz von Ottenfels-Gschwind (1820–1907)
- 26.08.1887–02.11.1888 Konstantin von Trauttenberg (s.a.)
- 31.12.1888–30.04.1895 Alois von Seiller (s.a.)
- 19.05.1895–07.01.1903 Karl von Küfstein (1838–1925)
- 07.01.1903–10.12.1909 Karl Heidler von Egeregg und Syrgenstein (s.a.)
- 10.12.1909–24.01.1917 Maximilian von Gagern (1858–1942)
- 24.01.1917–11.11.1918 Alexander Musulin von Gomirje (1868–1947)

### Württemberg
Nel 1716 venne fondata una missione diplomatica che incluse anche il Baden e l'Assia dal 1872.
- 16.12.1866–14.10.1869 Boguslaw Chotek von Chotkow und Wognin (s.a.)
- 10.12.1869–10.01.1872 Otto von Walterskirchen (s.a.)
- 10.01.1872–10.06.1879 Karl von Pfusterschmid-Hardtenstein (s.a.)
- 10.06.1879–18.02.1884 Nikolaus Zulauf von Pottenburg (s.a.)
- 24.03.1884–28.10.1888 Nikolaus Wrede (s.a.)
- 28.10.1888–03.03.1889 Gabriel von Herbert-Rathkeal (s.a.)
- 26.05.1889–26.10.1894 Alexander Okolicsányi von Okolicsna (s.a.)
- 26.02.1894–24.06.1896 Theodor Zichy zu Zich und von Vásonykeö (s.a.)
- 24.06.1896–16.02.1897 Stephan Burián von Rajecz (s.a.)
- 06.06.1897–13.11.1899 Siegfried von Clary-Aldringen (s.a.)
- 13.11.1899–26.02.1907 Alfons von Pereira-Arnstein (1845–1931)
- 26.02.1907–21.03.1909 Ludwig von Callenberg (1866–1945)
- 21.03.1909–30.06.1916 Thaddäus Bolesta-Koziebrodzki (1860–1916)
- 11.09.1916–11.11.1918 Albert Nemes von Hidweg (1866–1940)

## Agenzie diplomatiche

### Egitto
L'agenzia diplomatica a Il Cairo, precedentemente con base ad Alessandria, venne fondata nel 1883 e dissolta nel 1914.
- 1883–1886 Maximilian Hoffer von Hoffenfels (s.a.)
- 1887–1890 Sigismund von Rosty (s.a.)
- 1891–1900 Karl Heidler von Egeregg und Syrgenstein (s.a.)
- 1900–1902 Dr. Ludwig Velics von Lászlófalva (s.a.)
- 1902–1904 Karl von Braun (s.a.)
- 1904–1909 Thaddäus Bolesta-Koziebrodzki (s.a.)
- 1909–1914 Ludwig Széchényi von Sárvár und Felsövidék (s.a.)

### Marocco
l'agenzia diplomatica venne fondata nel 1885 (anche se fino al 1896 vi fu solamente un chargé d'affaires) a Tangeri; essa venne dissolta nel 1913.
- 23.07.1896–18.06.1901 Gilbert von Hohenwart zu Gerlachstein (s.a.)
- 18.06.1901–13.06.1904 Viktor von Folliot
- 25.01.1907–21.03.1909 Leopold Bolesta-Koziebrodzki (s.a.)
- 21.03.1909–30.12.1913 Ludwig von Callenberg (s.a.)